# Клара Асишка
Света Клара Асишка (16. јул 1194-11. август 1253.) била је утемељивач женског фрањевачког реда који је по њој назван "Кларисе".

## Биографија
Клара је рођена 1194. године у Асизију. Била је девојка аристократског рода и, као таква, предодређена за политички брак. У осамнаестој години побегла је од таквог живота и постала следбеник и близак пријатељ Фрање Асишког. Заволела је живот у сиромаштву и 1212. године се затворила у строги манастир св. Дамјана у близини Асизија. Уз Фрањину помоћ, Клара је основала други, женски фрањевачки ред - Кларисе. Годинама се борила против папске курије да прихвате Правило св. Бенедикта за монахиње и да тражи извор прихода за манастир на који би се могла ослонити. Два дана пре Кларине смрти, папа Александар је одобрио правило које је саставила и које наглашава фрањевачки принцип личног и заједничког сиромаштва, али које се спроводи у затвореном окружењу. 
О Клари су испредане бројне легенде међу којима је и она која описује да је Клара успела отерати Сарацене који су напали Асизи носећи у рукама пиксиду, посуду за хостије. Католичка црква слави Клару 11. августа. 